# 411 (tal)
411 är det naturliga tal som följer 410 och som följs av 412.

## Matematiska egenskaper
- 411 är ett udda tal.
- 411 är ett semiprimtal
- 411 är ett polygontal med basen 29.
- 411 är ett polygontal med basen 138.

## Inom vetenskapen
- 411 Xanthe, en asteroid.